# جورج کتانک
جورج کتانک (انگلیسی: George Cattanach; ۲۵ ژوئیهٔ ۱۸۷۸ – ۲۹ ژانویهٔ ۱۹۵۴) بازیکن لاکراس اهل کانادا بود.